# Skorno pri Šoštanju
Skorno pri Šoštanju – wieś w Słowenii, w gminie Šoštanj. W 2018 roku liczyła 359 mieszkańców.